# Le Banquier et le Perroquet
Le Banquier et le Perroquet est un roman historique de Philippe Simiot, le fils de Bernard Simiot.

## Synopsis
Le livre raconte l'histoire d'un français originaire de Bordeaux, Etienne Girard, qui arrive à Philadelphie le jour de la Déclaration d'indépendance des États-Unis, le 4 juillet 1776. 
Sous son nouveau nom, Stephen Girard, grâce à son sens des affaires et sa connaissance de l'économie il va devenir le premier millionnaire américain en seulement trente ans.
Grand prix de l'Académie de Bordeaux 2006.
Le Banquier et le Perroquet a été primé et retenu comme livre de l'année 2011 par la Fédération des Alliances Françaises aux États-Unis dans le cadre de son programme annuel "One Book, One Fédération" et a également été traduit en chinois.